# Macrotera lobata
Macrotera lobata är en biart som först beskrevs av Timberlake 1953.  Macrotera lobata ingår i släktet Macrotera och familjen grävbin. Inga underarter finns listade i Catalogue of Life.